# Felipe Menezes
Felipe Menezes Jácomo (Goiânia, 20 de janeiro de 1988), é um futebolista brasileiro que atua como meia. Atualmente defende o ASD Canosa.

## Carreira

### Goiás
Revelado nas categorias de base do Goiás, teve grande destaque na Copa São Paulo de Futebol Júnior de 2007. Sua estreia como profissional aconteceu em 12 de maio de 2007, em uma derrota por 0-2 fora de casa contra o São Paulo, pela Série A. Em 7 de julho, pela mesma competição, ele marcou seus primeiros gols como profissional, marcando duas vezes - incluindo uma vez aos 90 minutos - em uma vitória em casa por 3-2 sobre o Sport Club do Recife. 

### Benfica
Foi contratado pelo Benfica, em agosto de 2009. Fez a estreia contra o FC BATE Borisov num jogo a contar para a Liga Europa.  

### Botafogo
Após atuar pelo Benfica, no dia 21 de junho de 2011, foi emprestado ao Botafogo.

### Sport
Em 28 de junho de 2012, Felipe Menezes é novamente emprestado, desta vez ao Sport Club do Recife. Foi afastado do Sport no dia 19 de maio de 2013, 

### Palmeiras
Após pedido de Gilson Kleina, Felipe acertou com o Palmeiras no dia 2 de julho de 2013, por três temporadas, após rescindir seu contrato com o Benfica.

### Retorno ao Goiás
No dia 14 de janeiro de 2015 retornou ao Goiás. Em seu retorno ao clube esmeraldino, teve destaque no começo do Brasileirão 2015 com belos gols, grandes dribles e passes. E seu desempenho caiu junto com o time, que ao final do campeonato foi rebaixado para Série B do Brasileirão. Uma de suas melhores partidas, foi na goleada do Goiás sobre o Santos por 4x1 no Serra Dourada, fazendo 2 gols, um de pênalti, e o segundo acertando um chute forte de fora área. No total anotou 6 gols em 32 partidas.

### Ponte Preta
Chegou a Ponte Preta no início de 2016. Na Ponte o jogador teve uma passagem bem discreta. E com poucas oportunidades na equipe acabou saindo.

### Ceará
Acertou sua ida para Ceará, para disputar a Série B do Brasileirão. Fez o seu primeiro gol contra o Londrina, recebendo o passe e concluindo de primeira. Marcou novamente contra o Bragantino na vitória cearense por 2x0 no Castelão.

### Ratchaburi Mitr Phol
Acertou em 2018, com o Ratchaburi Mitr Phol, da Tailândia.

### CRB
O atleta foi anunciado em 14 de junho de 2018 como nova contratação do CRB.

### Atibaia
Em março de 2021, Menezes foi anunciado como novo reforço do Atibaia para a disputa do Campeonato Paulista da Série A2.

### Gama
Em junho, assinou contrato com o Gama.

### Retorno ao Atibaia
Em setembro, retornou ao Atibaia, para a sequência da Copa Paulista.

### Aparecidense
Em janeiro de 2022, acertou com a Aparecidense.

## Títulos
Benfica
- Taça da Liga: 2009/2010 e 2010/2011
- Campeonato Português: 2009/10

Botafogo
- Taça Rio: 2012

Palmeiras
- Campeonato Brasileiro - Série B: 2013

Ceará
- Campeonato Cearense: 2017

CRB
- Campeonato Alagoano: 2020